# Silvano Ridi
Silvano Ridi (Firenze, 24 dicembre 1927 – Ercolano, 11 dicembre 2001) è stato un politico italiano.